# Os Filhos do Flagelo
Os Filhos do Flagelo é o segundo livro da série Crónicas de Allaryia, escrita pelo português Filipe Faria. A primeira edição foi lançada em dezembro de 2002 pela Editorial Presença, na coleção Via Láctea.